# Konstantin Konstantinovič Romanov
Konstantin Konstantinovič Romanov či Konstantin Konstantinovič Ruský (22. srpna 1858 – 15. června 1915) byl ruský velkokníže, vnuk cara Mikuláše I. a poměrně známý básník a dramatik. Psal pod pseudonymem KR (iniciály křestního jména a příjmení). Byl také patronem umění a dobrým amatérským klavíristou. Byl čtvrtým dítětem velkoknížete Konstantina Nikolajeviče a jeho manželky princezny Alexandry Sasko-Altenburské. Narodil se v Konstantinově paláci ve Strelně. Jeho nejstarší sestra Olga se v roce 1867 provdala za krále Jiřího I. Řeckého.
Velkokníže Konstantin se oženil v roce 1884 v Petrohradě s princeznou Alžbětou Sasko-Altenburskou, svou sestřenicí z druhého kolena. Po sňatku se Alžběta stala velkokněžnou Elizavetou Mavrikjevnou, v rodině známou jako Mavra. Konstantin byl podle všeho své manželce a dětem oddaný a milující otec, i když jeho posmrtně uveřejněné deníky ukázaly, že tajně vyhledával mužské milence. Rodina se usadila v Pavlovsku, předměstském paláci Petrohradu a oblíbeném sídle Konstantinova praděda cara Pavla I. Pár měl celkem devět dětí:
- Jan (5. července 1886 – 18. července 1918) ⚭ 1911 Helena Srbská (děti Vsevolod a Kateřina), zavražděn bolševiky společně s bratry Konstantinem a Igorem
- Gabriel (15. července 1887 – 28. února 1955)
⚭ 1917 Antonie Rafailovna Nesterovská (1890–1950)
⚭ 1951 Irina Ivanovna Kurakina (1903–1993)
- Taťána (23. ledna 1890 – 28. srpna 1979)
⚭ 1911 Konstantin Bagration Mukhrani
⚭ 1921 Alexandr Vasiljevič Koročencov
- Konstantin (1. ledna 1891 – 18. července 1918), zavražděn společně s Janem a Igorem; bezdětný
- Oleg (27. listopadu 1892 – 12. října 1914), zabit během první světové války; bezdětný
- Igor (10. června 1894 – 18. července 1918), zavražděn společně s Konstantinem a Janem; bezdětný
- Jiří (6. května 1903 – 7. listopadu 1938), zemřel bezdětný po nezdařené operaci
- Natálie (*/† 1905), zemřela v dětství
- Věra (24. dubna 1906 – 11. ledna 2001), zemřela bezdětná